# Relaciones Andorra-Grecia
Las relaciones Andorra-Grecia son las relaciones diplomáticas entre el Principado de Andorra y Grecia.

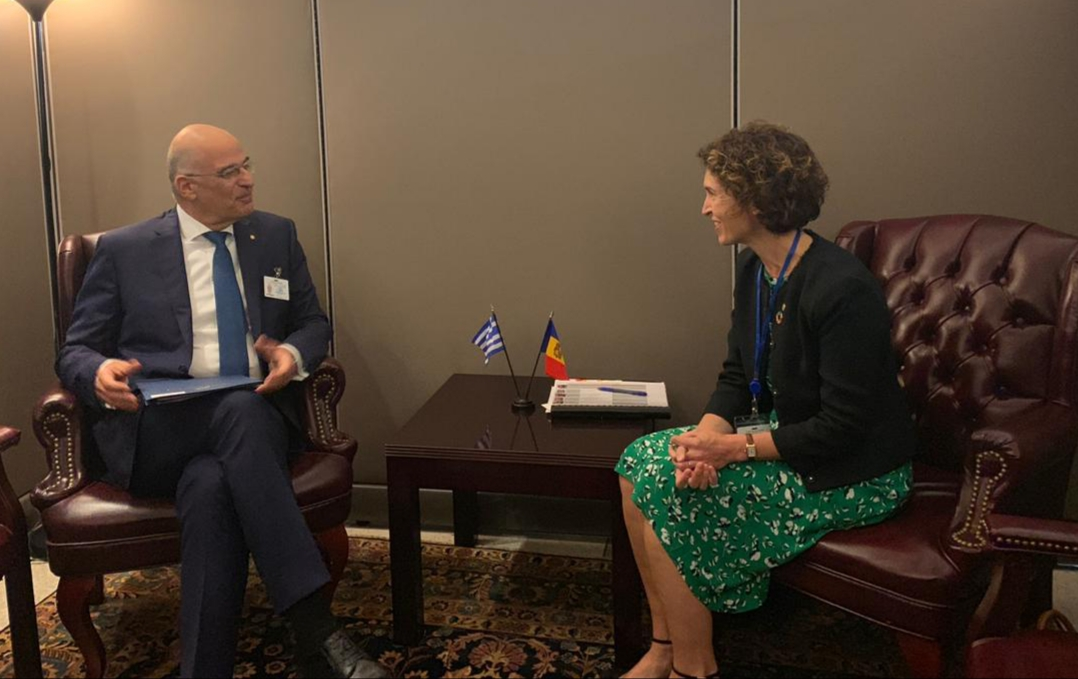
La ministra de Relaciones Exteriores de Andorra Maria Obek I Pont se reúne con el ministro de Relaciones Exteriores de Grecia Nikos Dandias al margen de la Asamblea General de la ONU, 2019

## Descripción general
Existe una relación diplomática plena entre la República Helénica y el Principado de Andorra. Según el Ministerio de Relaciones Exteriores griego: "Las relaciones entre los dos países son excelentes y los dos países tienen una cooperación maravillosa, incluso en las organizaciones multilaterales en las que Andorra a menudo apoya las propuestas griegas y viceversa".
Hay ciudadanos griegos que viven en Andorra pero no hay ninguna comunidad griega allí. Muchos turistas griegos viajan cada año a Andorra.
Los ciudadanos griegos que deseen viajar y permanecer en Andorra pueden hacerlo libremente y sin visado. Los ciudadanos de Andorra que deseen viajar y permanecer en Grecia pueden hacerlo libremente y sin visado.

## Misiones diplomáticas
- Grecia no está representada en Andorra, ni a nivel de embajada ni de consular. Grecia creyó su embajada en Madrid, la capital de España, sobre Andorra.
- Andorra no está representada en Grecia, ni a nivel de embajada ni de consular.